# Cutandia divaricata
Cutandia divaricata är en gräsart som först beskrevs av René Louiche Desfontaines, och fick sitt nu gällande namn av George Bentham. Cutandia divaricata ingår i släktet Cutandia, och familjen gräs. Inga underarter finns listade i Catalogue of Life.